# Persécution des chrétiens au Japon
La persécution des chrétiens au Japon commence en 1587 avec l'expulsion des missionnaires du pays, à l'instigation du daimyo Toyotomi Hideyoshi, sous le règne de l'empereur Go-Yōzei, et se termine avec la réadmission officielle du christianisme en 1873 sous l'empereur Meiji.

## Histoire
Après l'arrivée des premiers marins portugais au Japon en 1542, commence l'évangélisation sous l'impulsion de saint François Xavier. Dans les décennies qui suivent, des milliers de Japonais, dont des familles princières, se convertissent au catholicisme sous la forme appelée Kirishitan avec la coopération du gouvernement central d'alors.
Toyotomi Hideyoshi décide l'expulsion du pays des missionnaires en 1587, car il perçoit l'influence des jésuites, mais surtout des franciscains, comme une menace pour son pouvoir personnel. Toutefois, pour des raisons d'ordre économique ce décret est peu appliqué. Ce n'est qu'en 1597, un an avant la mort de Toyotomi Hideyoshi, que 26 Chrétiens, la plupart japonais, sont crucifiés à Nagasaki.
Tokugawa Ieyasu, le successeur de Toyotomi Hideyoshi, fait d'abord preuve de tolérance car il profite du commerce avec les Portugais. Cela est sans doute dû également à l'influence de son consultant britannique William Adams. Mais après la mort d'Adams, et après le début des relations commerciales avec la Hollande et l'Angleterre (par lesquelles il est informé de l'existence du conflit entre l'Église catholique romaine et le protestantisme) Tokugawa Ieyasu change d'attitude, sous prétexte que des conflits religieux pourraient surgir entre églises chrétiennes au Japon. En réalité il s'agissait d'une suspicion que beaucoup de chrétiens puissent montrer une plus grande loyauté entre eux et envers l'Église qu'envers lui, le shōgun. À partir de 1612 environ, le christianisme est progressivement interdit et objet de multiples campagnes de persécutions.  
Ce développement atteindra son point culminant du temps de Tokugawa Hidetada et de Tokugawa Iemitsu, les successeurs de Ieyasu, en particulier après que la population majoritairement chrétienne de Kyūshū s'est soulevée contre le shogunat lors de la rébellion de Shimabara, en 1637. L'insurrection est brutalement écrasée, plus de 40 000 chrétiens sont tués. Des autorités de persécution sont mises en place avec pour objectif la persécution et l'extermination des chrétiens à l'échelle nationale. Quiconque est soupçonné d'être chrétien doit renier publiquement le christianisme et déshonorer les symboles chrétiens appelés fumi-e (踏み絵, « fouler du pied l'image »). Il doit également s'inscrire sur un registre de foi bouddhiste des temples bouddhistes et fréquenter ceux-ci régulièrement. Ceux qui refusent de renoncer à leur foi chrétienne sont torturés pour tenter de les faire apostasier, puis exécutés, souvent au moyen de la crucifixion publique ou brûlés vifs[réf. souhaitée].
Entre 1627 et 1632, les chrétiens sont torturés dans les sources chaudes du mont Unzen. Matsukura Shigemasa, un seigneur de Shimabara, initie les tortures, suivies en 1629 par Takenaka Shigeyoshi, nommé magistrat de Nagasaki.
Inoue Masashige succède à Takenaka Shigeyoshi après les révoltes de Shimabara et d'Amakusa. Il utilise une approche différente de celle de son prédécesseur : la « pendaison dans la fosse ». Le corps est attaché par les pieds et suspendu la tête en bas au-dessus d'un trou rempli d'immondices. Le sang coule à la tête et la douleur, qui commence légèrement, augmente progressivement en intensité et finit par devenir insupportable.
La crucifixion dans l'eau a aussi été utilisée. Dans ce cas, les croyants étaient attachés à des poteaux en bois sur la plage afin que l'eau de mer leur arrive au menton à marée haute. Les martyrs mouraient au bout de quelques jours, épuisés physiquement et mentalement.
Au cours de cette phase de persécution, le christianisme japonais, pour survivre, évolue extérieurement vers des formes syncrétiques, le Kakure Kirishitan, avec des influences du bouddhisme, du taoisme et du shinto. Après la reconnaissance officielle du christianisme (en 1873 par l'empereur Meiji), les adeptes de cette croyance intègrent les congrégations chrétiennes classiques. Cependant, une minorité refuse cette démarche et se maintient dans sa religion modifiée, non acceptée par l'Église. Depuis, cette minorité est en constante régression, au profit d'une majorité chrétienne catholique, avec quelques obédiences protestantes.

## Dans les arts et la culture populaire

### Filmographie

#### Cinéma
- 1955 : Le Christ en bronze de Minoru Shibuya
- 1962 : Le Révolté de Nagisa Ōshima
- 1971 : Silence de Masahiro Shinoda
- 2016 : Silence de Martin Scorsese

### Littérature

#### Roman
L'expérience missionnaire et les persécutions sont dépeints dans le roman Silence de Shūsaku Endō.